# موريسي راماليو
موريسي راماليو (بالبرتغالية: Muricy Ramalho‏) (30 نوفمبر 1955 البرازيل - ) هو لاعب كرة قدم برازيلي، يلعب كمهاجم.

## وصلات خارجية
موريسي راماليو على موقع قاعدة بيانات كرة القدم.إي يو (الإنجليزية)